# Fantomet i operaen
 For alternative betydninger, se The Phantom of the Opera (flertydig). (Se også artikler, som begynder med The Phantom of the Opera)
Fantomet i operaen (originaltitel: Le Fantôme de l'Opéra og på engelsk The Phantom of the Opera) er en roman af den franske forfatter Gaston Leroux.

## Fra roman til musical
Romanen udkom som føljeton i Le Gaulois mellem 19. november 1909 og 8. januar 1910. Og i 1911 som en lille tynd bog, som hurtigt blev glemt. I 1922 var Carl Laemmle præsident for Universal Motion Pictures i Hollywood og tilbragte sin ferie i Paris, hvor han mødte Leroux som repræsentant for fransk filmindustri. Laemmle sagde, hvor imponeret han var af den enorme Pariseropera, og Leroux forærede ham sin roman. Laemmle læste bogen samme nat. Han havde netop opdaget den egenartede skuespiller Lon Chaney, Sr. og fundet den perfekte rolle til ham som Quasimodo i Klokkeren i Notre Dame. Nu så Laemmle for sig, at Chaney ligeledes ville egne sig i rollen som operafantomet. Laemmle købte rettighederne, rejste tilbage til Hollywood og fik lavet kulisser af Pariseroperaen. Da den skulle bære vægten af hundreder af statister, blev Universals model af bygningen den første af armeret beton. Af den grund kunne den ikke demonteres, men blev stående på scene 28 i Universal Studios. 
Stumfilmen blev et tilløbsstykke, der fik kvinder til at besvime af skræk, så der blev delt gratis lugtesalt ud før forestillingen. To år senere kom den første lydfilm, Jazzsangeren. I 1943 præsenterede Universal en nyindspilning af Fantomet i operaen med Claude Rains som fantomet, og i 1962 kom en nyindspilning fra Hammer Films i London, med Herbert Lom i titelrollen. Brian De Palma lavede en version i 1974. I 1983 kom en fjernsynsfilm med Maximilian Schell som fantomet. Året efter blev stykket sat op som musical på et lille teater i Øst-London. Andrew Lloyd Webber så den. Han arbejdede på den tid med Aspects of Love, men kunne ikke glemme Fantomet i operaen. Ni måneder senere fandt han tilfældigt en engelsk oversættelse af Leroux' oprindelige roman i et antikvariat i New York. Lloyd Webber opfattede ikke historien som en gyser, men som en tragisk beretning om en vanskabnings ugengældte kærlighed til en operasangerinde, som svigter ham til fordel for en kæk aristokrat. På den baggrund skabte Lloyd Webber tidernes mest populære og indbringende musical. Mere end 140 millioner mennesker har set Fantomet i operaen på scenen, og det er i dag Lloyd Webbers version af historien, der huskes.
Som scenograf benyttede han Maria Bjørnson (1949-2002), oldebarn af Bjørnstjerne Bjørnson. Maria Bjørnson forklarede, at Pariseroperaens underjordiske sø inspirerede hende til at give scenen mørke hjørner, der ikke fører nogen steder hen, og stearinlys og forgyldte figurer synlige gennem tåge. Det var også Bjørnson, som fandt på indslaget med lysekronen, der styrter ned over publikum tidligt i stykket.

## Pariseroperaen som historisk baggrund
Leroux skriver i indledningen til sin roman, at "begivenhederne fandt sted for ikke mere end 30 år siden". Det skulle tidsfæste handlingen til 1881, men den kan først have udspillet sig 1893, da Pariseroperaen fik indlagt elektricitet. Ifølge Leroux bortførte Operafantomet nemlig Christine, mens hun stod midt på scenen under en opførelse af Faust. (I musicalen har Lloyd Webber ændret det til Don Juan Triumphant, en opera komponeret af Fantomet selv.) Pludselig forsvandt lyset, og da det blev tændt igen, var hun borte. Det er ikke muligt med 900 gaslamper, der vil slukke én efter én med smæld og sprutten, efterhånden som gassen forsvinder. Og de 900 gaslamper i operasalen tændes én for én af en lygtemand, der gik rundt med en kærte. 
Leroux tog også fejl med af madame Giry, som han beskrev som en halvtosset vaskekone, når virkelighedens madame Giry var den dygtige leder af operaens kor og ballet-ensemble. (I Lloyd Webers stykke er fejlen korrigeret.) Han beskrev også fejlagtigt, hvordan Fantomet fik lysekronen til at styrte ned og dræbe kvinden, der erstattede hans veninde madame Giry, og at lysekronen vejede 200 tons. Den vægt ville have fået hele taget til at styrte ned. Lysekronen i operasalen vejede syv tons, da den blev hængt op, og det gør den også i dag. 
Derimod kunne en eremit godt have levet skjult i Pariseroperaen. I januar 1858 ankom Napoleon 3. til den daværende Pariseropera i en gammel bygning i den smalle Rue le Peletier. Samme aften smed den italienske antimonarkist Felice Orsini tre bomber mod det kongelige køretøj. Mere end 150 mennesker blev dræbt eller kvæstet. Kejseren og kejserinden sad beskyttet i den solide vogn og insisterede på at overvære forestillingen som planlagt. Men Napoleon 3. besluttede, at Paris måtte få en ny opera med en godt bevogtet indgang for rangspersoner. I 1861 blev arbejdet med den nuværende operabygning påbegyndt, men i løbet af nogle uger afsløredes en underjordisk å, der løb gennem grunden. Til sidst måtte arkitekten Charles Garnier installere otte mægtige, dampdrevne pumper, som i månedsvis gik dag og nat for at udtørre området. Derefter rejste han to enorme forskallingsmure omkring grunden og fyldte rummet mellem dem med jordbeg for at forhindre vandet i at trænge ind igen. På disse massive fundamenter blev Pariseroperaen rejst. Men vandet begyndte senere at sive ind igen, og danner nu en underjordisk sø under den nederste kælder. Hvert andet år sænkes vandstanden, så ingeniører kan stage sig rundt i pramme og inspicere fundamenterne efter mulige skader. Operaen løfter sig sytten etager fra den nederste kælder til det øverste spir. De syv etager under jorden. Selve koncertsalen er ret lille, med kun 2.156 siddepladser, hvor La Scala har 3.500. Men bag scenen er der talrige garderober og aflukker for personalet (ca. 1.500 ansatte den gang, ca. 1.000 i nyere tid). Der var også enorme lagerrum, hvor kulisser af en højde af sytten meter og med en vægt på op til flere tons kunne sænkes og opbevares uden at måtte demonteres.
Et frygtelig mellemspil fandt sted under Pariserkommunen, hvor oprørerne tog den ufærdige operabygning i brug til opbevaring af våben, krudt, forråd og fanger. I labyrinten af kældere udspandt der sig frygtelige henrettelser og tortur af Pariserkommunens modstandere. Selv efter mange år fortsatte skeletter at dukke op i kælderrummene. Det var denne underjordiske verden, der satte Leroux' fantasi i sving. - I januar 1875, 17 år efter Orsinis bombeattentat, holdt den nye Pariseropera sin gallaåbning.

## Plot
Christine Daaés mor dør, da hun er meget ung. Sammen med sin far, en kendt violinist, rejser hun omkring i Sverige og spiller folke- og religiøs musik. Hendes far var kendt som den bedste violinist i landet. I løbet af Christines barndom fortæller han mange historier, og i mange af dem optræder "musikkens engel", specielt i historien om pigen lille Lotte, der kunne høre musikkens engel. Da Christine møder Raoul, nyder han også hendes fars mange historier.
Da faren senere er ved at dø – formentligt af tuberkulose – fortæller han Christine, at når han er død, vil han sende musikkens engel for at passe på hende. Christine sørger uophørligt over tabet af sin far. Hun bor hos en ældre dame, hvis afdøde mand var hendes fars velgører. Kvinden, "Mamma Valerius", sender Christine på konservatoriet, men Christines sangstemme er ikke, hvad den har været pga. hendes sorg og ensomhed.
Christine får til sidst en plads i koret ved Pariseroperaen. Ikke længe efter begynder hun at høre en stemme synge og tale til sig. Hun er overbevist om, at det må være musikkens engel og spørger, om det er ham. Stemmen giver hende ret og tilbyder at lære hende lidt af himlens musik. Stemmen tilhører imidlertid Erik, et vansiret geni, der var en af de bygningsarbejde, der opførte operaen, og som hemmeligt byggede et hjem til sig selv i kælderen. Han er operaens spøgelse (fantôme betyder på fransk både "spøgelse" og "fantom"), der i mange år har pengeafpresset operaens ledelse. Christine ved ikke, i hvert fald til at begynde med, at han er forelsket i hende.
Med hjælp fra stemmen bliver Christine bemærket ved gallafesten for den afgående direktør. Hendes barndomsven Raoul hører hende og husker sin forelskelse i hende. Efter gallafesten bortfører Erik Christine til sit hjem i kælderen, men efter to uger insisterer hun på at blive frigivet. Han indvilliger på betingelse af, at hun bærer hans ring og er trofast mod ham. Christine kan en overgang ikke vælge mellem Erik og Raoul, og begge bejlere bliver stadig mere jaloux. Oppe under operaens spær fortæller Christine Raoul om Eriks borførelse af hende til kælderen. Raoul lover at tage Christine væk, så Erik aldrig vil finde hende; og Raoul fortæller Christine, at han vil opfylde sit løfte dagen efter, og Christine indvilliger, men har ondt af Erik og vil ikke rejse, før hun har sunget en sidste sang for ham. De to skilles uvidende om, at Erik har hørt deres samtale. I løbet af ugen og den nat har Erik imidlertid terroriseret alle, der har stået i vejen for Christines karriere: direktørerne, Carlotta og Raoul.
Den nat kidnapper han Christine under opførelsen af Faust og frir til hende. Da hun nægter, giver han hende et valg: Siger hun nej, vil han lægge operaen i ruiner. Christine nægter stadig, til det går op for hende, at Raoul, sammen med "perseren" fra Eriks fortid, er kommet for at redde hende, og i stedet er endt i et rum, Erik kalder torturkammeret. For at redde dem og folk ovenover indvilger Christine i at gifte sig med Erik, og kysser ham. Erik, der indrømmer, han aldrig før er blevet kysset – ikke engang af sin mor – overvældes af følelser. Han lader Christine gå og siger til hende, "gå og gift dig med drengen, hvornår du vil", og "jeg ved, du elsker ham." De græder sammen, og så forlader hun ham. Tre uger senere står der i en notits i en avis i Paris, at Erik er død.

## Personerne
- Erik — Den deforme mand (som man tror er et spøgelse), der lever i katakomberne under operaen og er forelsket i Christine.
- Christine Daae — En ung svensk sopran.
- Raoul, Viscount de Chagny — Christines barndomsven som også er forelsket i hende.
- Perseren — En mystisk mand fra Eriks fortid.
- Count Philippe de Chagny — Raouls storebror.
- Moncharmin og Richard — Direktørerne for operaen.
- Madame Giry — Eriks loyale boks-holder.
- Meg Giry — Madame Girys eneste datter, ballerina.
- Carlotta — Den forkælede primadonna.
- Joseph Buquet — Chefscene-skifter.
- Debienne og Poligny — De tidligere direktører for operaen.
- La Sorelli — Den ledende ballerina.
- Little Jammes — En ven af Meg og også en ballerina.
- Rémy — Direktørenes sekretær.
- Mercier — Skuespillerchefen.
- Gabriel — Den overtroiske korchef.
- Mme. la Baronne de Castelot-Barbezac — Meg som voksen.
- Mifroid — Politikommisær, der hidkaldes da Christine forsvinder.

## Illustrationer
Originalen fra 1910 var illustreret med fem oliemalerier af André Castaigne. Malerierne tjente som inspiration for filmen fra 1925 og er genoptrykt i mange oversættelser. I 1926 blev romanen oversat til dansk af Anna Høyer under titlen Operaens Hemmelighed. Billeder fra stumfilmen fra 1925 var trykt på omslaget.

## Adaptation
Der findes talrige litterære og dramatiske værker baseret på The Phantom of the Opera fra operaer over film til børnebøger. De bedst kendte er nok stumfilmversionen fra 1925 med Lom Chaney, Sr. og Andrew Lloyd Webbers musical fra 1986. Susan Kays roman fra 1990, Phantom, er en af de mest kendte romaner og elsket for sit studie af Eriks liv og oplevelser. Senest har Big Finish udgivet en lydversion af historien. Den seneste filmudgave var i 2004 instrueret af Joel Schumacher. Heri medvirker Gerard Butler som Erik, Emmy Rossum som Christine Daae og Patrick Wilson som viscount Raoul de Chagny.